# Женщины мира
Женщины мира (англ. Women in the World) — это американское неправительственное женское движение в сфере средств массовой информации.

## Концепция
Организация как платформа живой журналистики основана Тиной Браун в 2010 году с целью «обнаружить и усилить слабые голоса женщин во всем мире, находящихся на переднем крае перемен».

## История
Саммит «Женщины мира», впервые проведенный в нью-йоркском театре «Хадсон», а затем в театре Дэвида Коха в Линкольн-центре, собрал женщин-лидеров, активисток и политических деятелей для обсуждения путей построения лучшего общества для женщин и девочек. Бывший продюсер новостей ABC Кайл Гибсон был старшим исполнительным продюсером первого мероприятия.

### События
Первый саммит состоялся 12–14 марта 2010 года, и на нем выступили королева Иордании Рания, Мерил Стрип, Валери Джарретт, Кристин Лагард, Хиллари Клинтон, Мадлен К. Олбрайт, Нора Эфрон и Кэти Курик. На втором саммите, состоявшемся 10–12 марта 2011 года, участниками были Хиллари Клинтон, доктор Хава Абди, Кондолиза Райс, Шерил Сэндберг, доктор Нгози Оконджо-Ивеала, Дайан фон Фюрстенберг, Мелинда Гейтс и Эшли Джадд.
Более 2500 гостей посетили трехдневный саммит в Линкольн-центре. На последующих саммитах среди приглашенных гостей были Анджелина Джоли, Опра Уинфри, лауреат Нобелевской премии мира Мария Ресса, лауреат Нобелевской премии мира Лейма Гбови, Барбра Стрейзанд, Нэнси Пелоси, Глория Стайнем, Зайнаб Салби, Кристиан Аманпур, Джастин Трюдо, Масих Алинежад, Никки Хейли. Линси Аддарио, Сесиль Ричардс, Приянка Чопра, Мелинда Гейтс, Чимаманда Нгози Адичи, Николас Кристоф, Аджай Банга и Анна Винтур.
В 2012 году организация вышла за пределы США, проведя саммит в Сан-Паулу, Бразилия. Саммиты и салоны «Женщины мира» проводились в Нью-Дели, Торонто, Лондоне и Дубае, а также в Вашингтоне, округ Колумбия, Сан-Антонио, Далласе, Лос-Анджелесе и Майами. В 2019 году саммит снова состоялся в Линкольн-центре.

## Внешние ссылки
- Женщины мира
- Тина Браун
- «Женщины мира — Чикаго» с участием Леймы Гбови